# キミセ醤油
キミセ醤油株式会社（キミセしょうゆ）は、日本の食品メーカー。本社は岡山県岡山市南区。醤油のほか、酢、味噌、佃煮、五穀米などを販売している。

## 概要
- 社名の由来は材木商から醤油業に転業したためで、“木の店”にちなんで「キミセ」と定めた。
- 備前焼の隠れた力（セラミック効果）に着目し、備前焼の大甕で醤油を調熟する。
- 美しい調べを振動に換えて伝える独自の製法（ボディソニック方式）により、自然素材の味を生かし、まろやかさとコクを出すため、調熟中はモーツァルトの曲を流している。
- 岡山大学医学部、農学部との共同開発で黒大豆クエン酸飲料「五黒まろやか酢」を開発。

## 沿革
- 1866年（慶應 2年） - 材木商として創業。
- 1884年（明治17年） - 材木商より醤油業に転業キミセの商標とする。
- 1955年（昭和30年） - 株式会社とする。
- 1970年（昭和45年） - 原料処理設備、自動製麹装置、醗酵タンク等を一新。中国地方で初めてアミノ酸液の使用をやめ、全製品を本醸造とする。
- 1992年（平成 4年） - 自動円盤製麹装置など原料処理設備を一新。製麹能力は県内最大となる。
- 1994年（平成 6年） - 備前焼大甕調熟製法の開発・導入。
- 1995年（平成 7年） - 本社敷地内に醤油加工品専用工場新設。
- 1997年（平成 9年） - 五穀蔵・岡山完成（岡山市妹尾地域・２号線バイパス沿い）。
- 1999年（平成11年） - 五穀蔵・福山完成（福山市瀬戸町）。
- 2000年（平成12年） - 本社充填工場“城本蔵”完成。
- 2002年（平成14年） - 五穀蔵・真庭完成（真庭市落合）。
- 2004年（平成16年） - 黒大豆クエン酸飲料「五黒まろやか酢」を岡山県・岡山大学と共同開発。
- 2009年（平成21年） - 経済産業省により「ＩＴ経営実践認定企業」に認定される。

## 主力商品
- 醤油各種
- みそ各種
- 五黒まろやか酢

## 直売店・営業所
- 五穀蔵・岡山
- 五穀蔵・福山
- 五穀蔵・真庭

- 福山営業所
- 東広島営業所
- 山口営業所
- 坂出営業所
- 真庭営業所